# جورج ميلر (لاعب كرة قاعدة)
جورج ميلر (بالإنجليزية: George Miller)‏ هو لاعب كرة قاعدة أمريكي، ولد في 19 فبراير 1853 في نيوبورت في الولايات المتحدة، وتوفي في 24 يوليو 1929 في نوروود في الولايات المتحدة.

## وصلات خارجية
- جورج ميلر على موقعبيزبول رفرنس.كوم (الدوري الرئيسي) (الإنجليزية)
- جورج ميلر على موقعبيزبول رفرنس.كوم (الدوري الثانوي) (الإنجليزية)